# Megachile macularis
Megachile macularis là một loài Hymenoptera trong họ Megachilidae. Loài này được Dalla Torre mô tả khoa học năm 1896.

## Hình ảnh

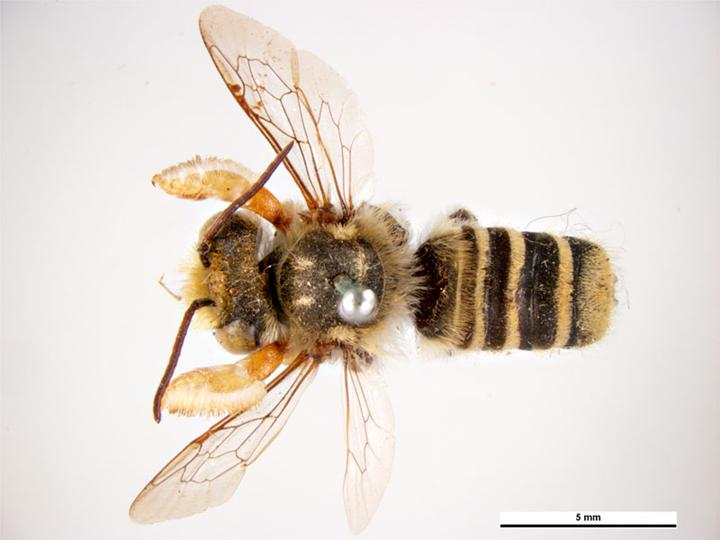